# Sergo Kutivadze
Sergo Kutivadze o Sergo (Georgiano: სერგო კუტივაძე. En ruso Серге́й Иванович Кутивадзе; Almatý, 16 de octubre de 1944-Tiflis, 8 de junio de 2017) fue un entrenador y jugador de fútbol que jugaba en la demarcación de centrocampista. Después de su retiro como jugador, fue entrenador del FC Dinamo Tbilisi y del FC Torpedo Kutaisi.

## Selección nacional
Jugó un partido con la selección de fútbol de la Unión Soviética en el Estadio Olímpico Luzhnikí el 4 de septiembre de 1965 en calidad de amistoso contra Yugoslavia que finalizó con un resultado de empate a cero.

## Clubes

### Como futbolista
| Club               | País    | Año       | Partidos | Goles |
| ------------------ | ------- | --------- | -------- | ----- |
| FC Torpedo Kutaisi | Georgia | 1962-1966 | 128      | 9     |
| FC Dinamo Tbilisi  | Georgia | 1967-1973 | 119      | 13    |

### Como entrenador
| Club               | País    | Año       |
| ------------------ | ------- | --------- |
| FC Dinamo Tbilisi  | Georgia | 1994-1995 |
| FC Torpedo Kutaisi | Georgia | 1997      |